# IC 3945
IC 3945 је лентикуларна галаксија у сазвјежђу Ловачки пси која се налази на листи објеката дубоког неба у Индекс каталогу.
Деклинација објекта је + 39° 56' 8" а ректасцензија 12h 58m 29,6s. Привидна величина (магнитуда) објекта IC 3945 износи 15,0 а фотографска магнитуда 16,0.